# Цюзов
Цюзов (нім. Züsow) — громада в Німеччині, розташована в землі Мекленбург-Передня Померанія. Входить до складу району Північно-Західний Мекленбург. Складова частина об'єднання громад Нойклостер-Варін.
Площа — 19,38 км2. Населення становить 288 ос. (станом на 31 грудня 2020).